# Dream Team del Balón de Oro
El Dream Team del Balón de Oro (oficialmente, Ballon d'Or Dream Team) es un equipo compuesto por los mejores jugadores de todos los tiempos, publicado por la revista France Football el 14 de diciembre de 2020 tras realizar una encuesta online a los aficionados para formar un equipo de fútbol de ensueño a partir de octubre de 2020. El equipo final fue seleccionado por 140 corresponsles de France Football en todo el mundo. También se publicaron un segundo y un tercer equipo.

## Ganadores y nominados
Las nominaciones se anunciaron desde el 5 de octubre de 2020 hasta el 19 de octubre de 2020. Los ganadores se dieron a conocer el 14 de diciembre de 2020 y se alinearon en una formación 3-4-3 . Brasil fue el país con el mayor número de jugadores nominados (20), por delante de Italia (16), Alemania (13), Holanda (12), España (8), Inglaterra y Francia (7).

### Porteros

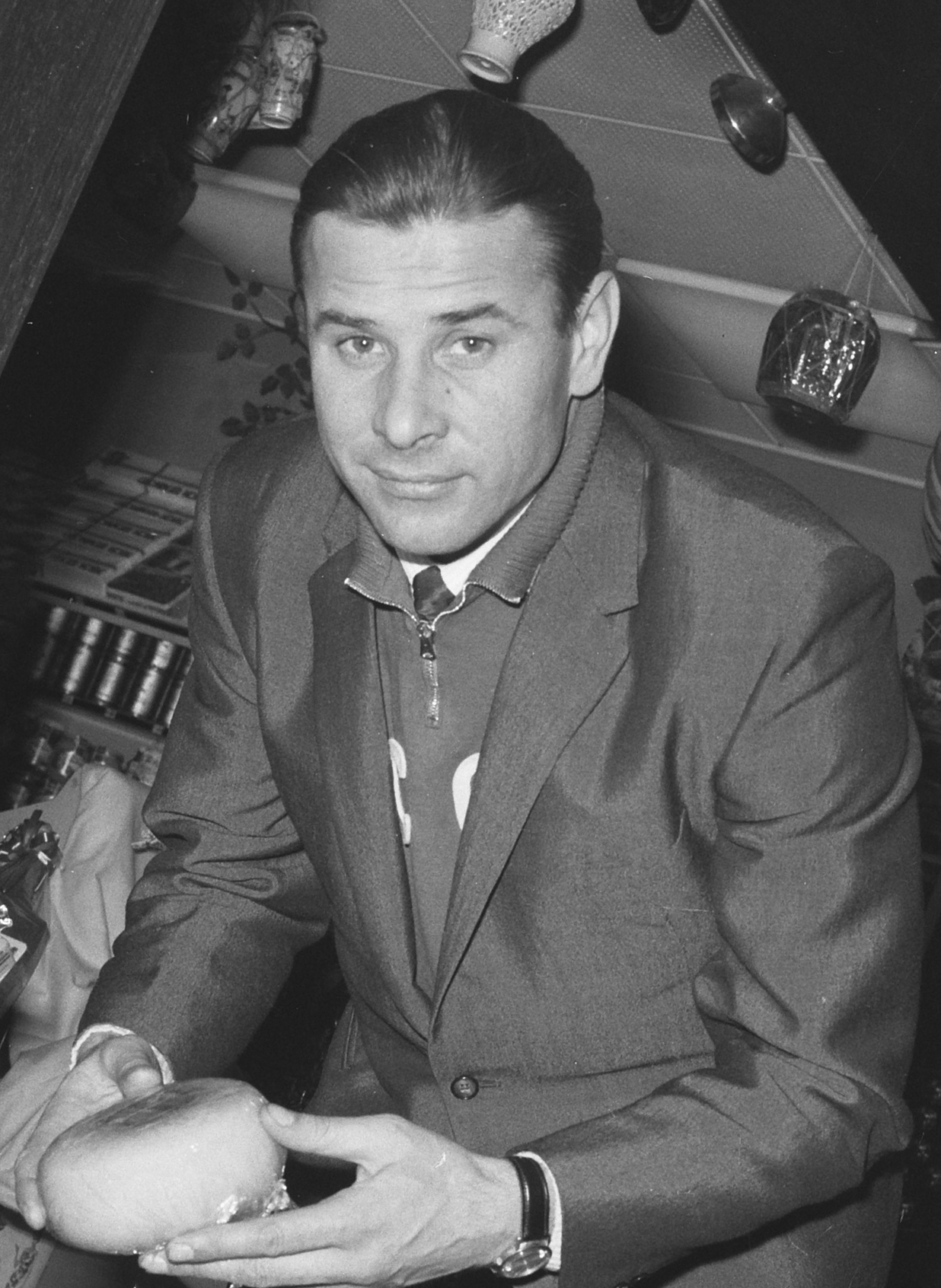
Lev Yashin, el único portero en ganar el Balón de Oro.

Las nominaciones para los porteros se anunciaron el 5 de octubre de 2020.
| Nacionalidad                  | Jugador           | Años      | Club con más apariciones | Mejor resultado en el Balón de Oro |
| ----------------------------- | ----------------- | --------- | ------------------------ | ---------------------------------- |
| Bandera de Inglaterra         | Gordon Banks      | 1955-1978 | Leicester City (356)     | 7.º en 1972                        |
| Bandera de Italia             | Gianluigi Buffon  | 1995-2023 | Juventus (674)           | 2.º en 2006                        |
| Bandera de España             | Iker Casillas     | 1999-2019 | Real Madrid (725)        | 4.º en 2008                        |
| Bandera de Alemania           | Sepp Maier        | 1962-1979 | Bayern Munich (651)      | 5.º en 1975                        |
| Bandera de Alemania           | Manuel Neuer      | 2005-     | Bayern Munich (403)      | 3.º en 2014                        |
| Bandera de Camerún            | Thomas N'Kono     | 1974-1997 | Espanyol (234)           | No elegible                        |
| Bandera de Dinamarca          | Peter Schmeichel  | 1981-2003 | Manchester United (398)  | 5.º en 1992                        |
| Bandera de los Países Bajos   | Edwin van der Sar | 1991-2011 | Ajax (312)               | 24.º en 2008                       |
| Bandera de la Unión Soviética | Lev Yashin        | 1950-1970 | Dynamo de Moscú (326)    | Ganador en 1963                    |
| Bandera de Italia             | Dino Zoff         | 1961-1983 | Juventus (479)           | 2.º en 1973                        |

### Laterales derechos

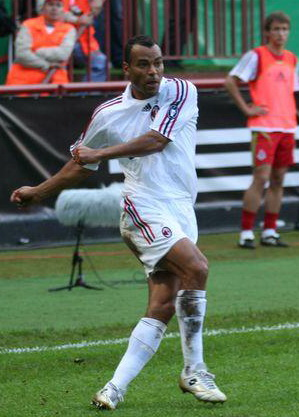
Cafú, el único futbolista que ha aparecido en tres finales de la Copa Mundial de la FIFA.

Las nominaciones para los laterales derechos se anunciaron el 5 de octubre de 2020.
| Nacionalidad                | Jugador          | Años      | Club con más apariciones       | Mejor resultado en el Balón de Oro |
| --------------------------- | ---------------- | --------- | ------------------------------ | ---------------------------------- |
| Bandera de Italia           | Giuseppe Bergomi | 1980-1999 | Inter de Milán (757)           | -                                  |
| Bandera de Brasil           | Cafú             | 1989-2008 | São Paulo (255)                | 15.º en 2002                       |
| Bandera de Brasil           | Carlos Alberto   | 1963-1981 | Santos (445)                   | No elegible                        |
| Bandera de Brasil           | Djalma Santos    | 1948-1970 | Palmeiras (498)                | No elegible                        |
| Bandera de Italia           | Claudio Gentile  | 1972-1988 | Juventus (417)                 | -                                  |
| Bandera de Alemania         | Manfred Kaltz    | 1971-1990 | Hamburgo S.V. (724)            | -                                  |
| Bandera de Alemania         | Philipp Lahm     | 2002-2017 | Bayern de Múnich (517)         | 6.º en 2014                        |
| Bandera de los Países Bajos | Wim Suurbier     | 1964-1982 | Ajax (279)                     | -                                  |
| Bandera de Francia          | Lilian Thuram    | 1991-2008 | Parma (228)                    | 7.º en 1998                        |
| Bandera de Alemania         | Berti Vogts      | 1965-1979 | Borussia Mönchengladbach (528) | 4.º en 1975                        |

### Defensores centrales
Las nominaciones para los centrales se anunciaron el 5 de octubre de 2020.
| Nacionalidad                | Jugador           | Años      | Club con más apariciones | Mejor resultado en el Balón de Oro |
| --------------------------- | ----------------- | --------- | ------------------------ | ---------------------------------- |
| Bandera de Italia           | Franco Baresi     | 1978-1997 | Milán (719)              | 2.º en 1989                        |
| Bandera de Alemania         | Franz Beckenbauer | 1964-1983 | Bayern de Múnich (575)   | Ganador en 1972 y 1976             |
| Bandera de Italia           | Fabio Cannavaro   | 1992-2011 | Parma (288)              | Ganador en 2006                    |
| Bandera de Francia          | Marcel Desailly   | 1986-2005 | Chelsea (222)            | 8.º en 1996                        |
| Bandera de los Países Bajos | Ronald Koeman     | 1980-1997 | Barcelona (264)          | 5.º en 1988                        |
| Bandera de Inglaterra       | Bobby Moore       | 1958-1978 | West Ham United (647)    | 2.º en 1970                        |
| Bandera de Argentina        | Daniel Passarella | 1974-1989 | River Plate (291)        | No elegible                        |
| Bandera de España           | Sergio Ramos      | 2004-     | Real Madrid (660)        | 6.º en 2017                        |
| Bandera de Alemania         | Matthias Sammer   | 1985-1998 | Borussia Dortmund (153)  | Ganador en 1996                    |
| Bandera de Italia           | Gaetano Scirea    | 1972-1988 | Juventus (554)           | 12.º en 1982                       |

### Laterales izquierdos
Las nominaciones para los laterales izquierdos se anunciaron el 5 de octubre de 2020.
| Nacionalidad                | Jugador            | Años      | Club con más apariciones   | Mejor Resultado en Balón de Oro |
| --------------------------- | ------------------ | --------- | -------------------------- | ------------------------------- |
| Bandera de Alemania         | Andreas Brehme     | 1980-1998 | 1. FC Kaiserslautern (237) | 3.º en 1990                     |
| Bandera de Alemania         | Paul Breitner      | 1970-1983 | Bayern Munich (347)        | 2.º en 1981                     |
| Bandera de Italia           | Antonio Cabrini    | 1975-1991 | Juventus (442)             | 13.º en 1978                    |
| Bandera de Italia           | Giacinto Facchetti | 1961-1978 | Inter Milan (639)          | 2.º en 1965                     |
| Bandera de Brasil           | Júnior             | 1974-1993 | Flamengo (417)             | No elegible                     |
| Bandera de los Países Bajos | Ruud Krol          | 1968-1986 | Ajax (457)                 | 3.º en 1979                     |
| Bandera de Italia           | Paolo Maldini      | 1985-2009 | Milan (902)                | 3.º en 1994 y 2003              |
| Bandera de Brasil           | Marcelo            | 2005-     | Real Madrid (514)          | 16.º en 2017                    |
| Bandera de Brasil           | Nílton Santos      | 1948-1964 | Botafogo (485)             | No elegible                     |
| Bandera de Brasil           | Roberto Carlos     | 1991-2015 | Real Madrid (527)          | 2.º en 2002                     |

### Centrocampistas defensivos
Las nominaciones para los centrocampistas defensivos se anunciaron el 12 de octubre de 2020.
| Nacionalidad                | Jugador              | Años      | Club con más apariciones | Mejor Resultado en Balón de Oro |
| --------------------------- | -------------------- | --------- | ------------------------ | ------------------------------- |
| Bandera de Hungría          | József Bozsik        | 1943-1962 | Budapest Honvéd (447)    | 6.º en 1956                     |
| Bandera de España           | Sergio Busquets      | 2007-     | Barcelona (703)          | 20.º en 2012                    |
| Bandera de Brasil           | Didí                 | 1946-1967 | Fluminense (150)         | No elegible                     |
| Bandera de Brasil           | Paulo Roberto Falcão | 1973-1986 | Internacional (157)      | No elegible                     |
| Bandera de Inglaterra       | Steven Gerrard       | 1998-2016 | Liverpool (710)          | 3.º en 2005                     |
| Bandera de Brasil           | Gérson               | 1959-1974 | Botafogo (243)           | No elegible                     |
| Bandera de España           | Pep Guardiola        | 1988-2006 | Barcelona (382)          | 24.º en 1994                    |
| Bandera de República Checa  | Josef Masopust       | 1950-1970 | Dukla Prague (430)       | Ganador en 1962                 |
| Bandera de Alemania         | Lothar Matthäus      | 1979-2000 | Bayern Munich (406)      | Ganador en 1990                 |
| Bandera de los Países Bajos | Johan Neeskens       | 1968-1991 | Barcelona (181)          | 5.º en 1974                     |
| Bandera de Italia           | Andrea Pirlo         | 1995-2017 | Milan (401)              | 5.º en 2007                     |
| Bandera de Argentina        | Fernando Redondo     | 1985-2004 | Real Madrid (228)        | 18.º en 2000                    |
| Bandera de los Países Bajos | Frank Rijkaard       | 1980-1995 | Ajax (336)               | 3.º en 1988 y 1989              |
| Bandera de Alemania         | Bernd Schuster       | 1978-1997 | Barcelona (238)          | 2.º en 1980                     |
| Bandera de los Países Bajos | Clarence Seedorf     | 1992-2014 | Milan (432)              | 17.º en 1997                    |
| Bandera de España           | Luis Suárez          | 1951-1973 | Inter Milan (333)        | Ganador en 1960                 |
| Bandera de Italia           | Marco Tardelli       | 1972-1988 | Juventus (379)           | 15.º en 1982                    |
| Bandera de Francia          | Jean Tigana          | 1975-1991 | Bordeaux (371)           | 2.º en 1984                     |
| Bandera de España           | Xabi Alonso          | 2000-2017 | Real Madrid (236)        | 10.º en 2010                    |
| Bandera de España           | Xavi Hernández       | 1997-2019 | Barcelona (767)          | 3.º en 2009, 2010 y 2011        |

### Centrocampistas ofensivos
Las nominaciones para los centrocampistas ofensivos se anunciaron el 12 de octubre de 2020.
| Nacionalidad                | Jugador                 | Años      | Club con más apariciones | Mejor Resultado en Balón de Oro                          |
| --------------------------- | ----------------------- | --------- | ------------------------ | -------------------------------------------------------- |
| Bandera de Italia           | Roberto Baggio          | 1983-2004 | Juventus (200)           | Ganador en 1993                                          |
| Bandera de Inglaterra       | Bobby Charlton          | 1956-1976 | Manchester United (758)  | Ganador en 1966                                          |
| Bandera de Argentina        | Alfredo Di Stéfano      | 1945-1966 | Real Madrid (396)        | Ganador en 1957 y 1959                                   |
| Bandera de Uruguay          | Enzo Francescoli        | 1980-1997 | River Plate (233)        | No elegible                                              |
| Bandera de los Países Bajos | Ruud Gullit             | 1979-1998 | Milan (171)              | Ganador en 1987                                          |
| Bandera de Rumania          | Gheorghe Hagi           | 1982-2001 | Galatasaray (192)        | 4.º en 1994                                              |
| Bandera de España           | Andrés Iniesta          | 2002-2024 | Barcelona (674)          | 2.º en 2010                                              |
| Bandera de Francia          | Raymond Kopa            | 1949-1968 | Reims (463)              | Ganador en 1958                                          |
| Bandera de Hungría          | László Kubala           | 1945-1967 | Barcelona (256)          | 5.º en 1957                                              |
| Bandera de Argentina        | Diego Maradona          | 1976-1997 | Napoli (259)             | Ganador del Balón de Oro por servicios al fútbol en 1995 |
| Bandera de Italia           | Sandro Mazzola          | 1961-1977 | Inter Milan (570)        | 2.º en 1971                                              |
| Bandera de Brasil           | Pelé                    | 1957-1977 | Santos (656)             | Ganador del Balón de Oro por servicios al fútbol en 2013 |
| Bandera de Francia          | Michel Platini          | 1973-1987 | Juventus (224)           | Ganador en 1983, 1984 y 1985                             |
| Bandera de Hungría          | Ferenc Puskás           | 1943-1966 | Budapest Honvéd (358)    | 2.º en 1960                                              |
| Bandera de Italia           | Gianni Rivera           | 1959-1979 | Milan (658)              | Ganador en 1969                                          |
| Bandera de Uruguay          | Juan Alberto Schiaffino | 1945-1962 | Peñarol (227)            | No elegible                                              |
| Bandera de Brasil           | Sócrates                | 1974-1989 | Corinthians (269)        | No elegible                                              |
| Bandera de Italia           | Francesco Totti         | 1993-2017 | Roma (786)               | 5.º en 2001                                              |
| Bandera de Brasil           | Zico                    | 1971-1994 | Flamengo (505)           | No elegible                                              |
| Bandera de Francia          | Zinedine Zidane         | 1989-2006 | Real Madrid (231)        | Ganador en 1998                                          |

### Extremos derechos

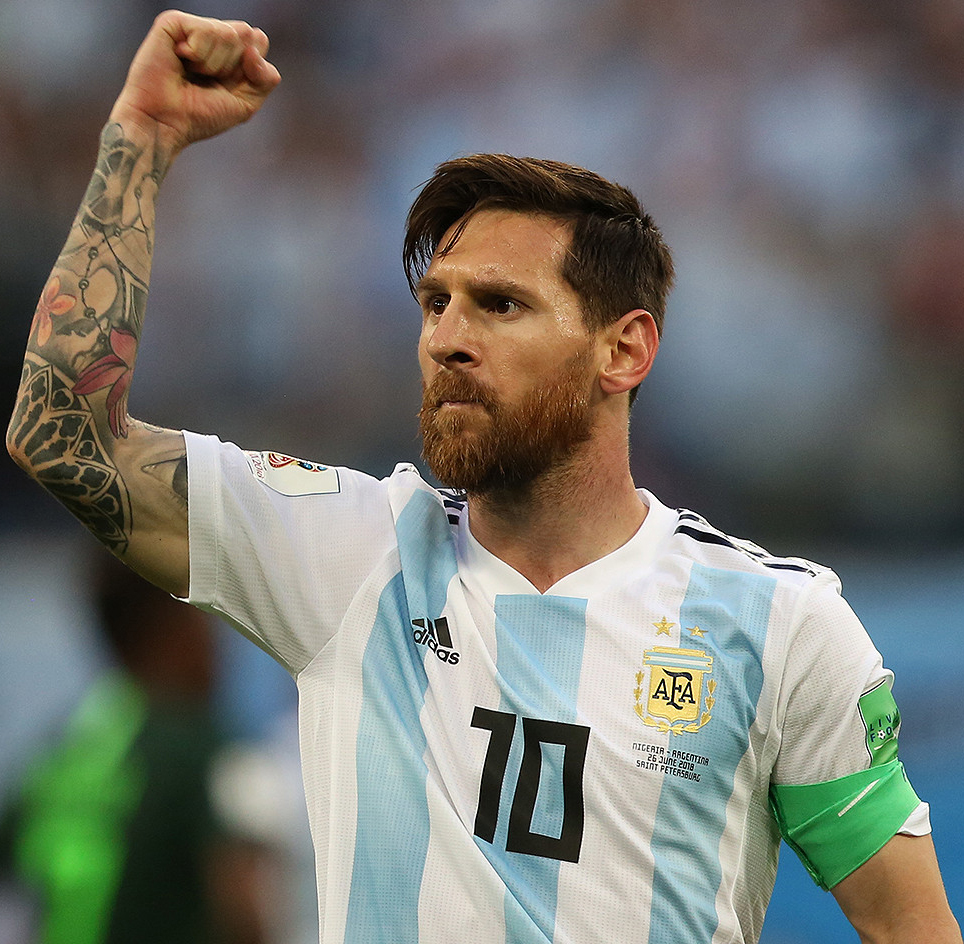
Lionel Messi, máximo ganador del Balón de Oro y de la Bota de Oro.

Las nominaciones para los extremos derechos se anunciaron el 19 de octubre de 2020.
| Nacionalidad                 | Jugador          | Años      | Club con más apariciones | Mejor resultado en el Balón de Oro                         |
| ---------------------------- | ---------------- | --------- | ------------------------ | ---------------------------------------------------------- |
| Bandera de Inglaterra        | David Beckham    | 1992-2013 | Manchester United (394)  | 2.º en 1999                                                |
| Bandera de Irlanda del Norte | George Best      | 1963-1984 | Manchester United (473)  | Ganador en 1968                                            |
| Bandera de Camerún           | Samuel Eto'o     | 1997-2019 | Barcelona (199)          | 5.º en 2009                                                |
| Bandera de Portugal          | Luís Figo        | 1990-2009 | Barcelona (249)          | Ganador en 2000                                            |
| Bandera de Brasil            | Garrincha        | 1953-1972 | Botafogo (325)           | No elegible                                                |
| Bandera de Brasil            | Jairzinho        | 1962-1983 | Botafogo (413)           | No elegible                                                |
| Bandera de Inglaterra        | Kevin Keegan     | 1968-1984 | Liverpool (321)          | Ganador en 1978 y 1979                                     |
| Bandera de Inglaterra        | Stanley Matthews | 1932-1965 | Blackpool (428)          | Ganador en 1956                                            |
| Bandera de Argentina         | Lionel Messi     | 2004-     | Barcelona (778)          | Ganador en 2009, 2010, 2011, 2012, 2015, 2019, 2021 y 2023 |
| Bandera de los Países Bajos  | Arjen Robben     | 2000-2021 | Bayern de Múnich (309)   | 4.º en 2014                                                |

### Delanteros centro
Las nominaciones para los delanteros centro se anunciaron el 19 de octubre de 2020.
| Nacionalidad                | Jugador          | Años      | Club con más apariciones | Mejor Resultado en Balón de Oro |
| --------------------------- | ---------------- | --------- | ------------------------ | ------------------------------- |
| Bandera de los Países Bajos | Dennis Bergkamp  | 1986-2006 | Arsenal (423)            | 2.º en 1993                     |
| Bandera de los Países Bajos | Johan Cruyff     | 1964-1984 | Ajax (367)               | Ganador en 1971, 1973 y 1974    |
| Bandera de Escocia          | Kenny Dalglish   | 1969-1990 | Liverpool (502)          | 2.º en 1983                     |
| Bandera de Portugal         | Eusébio          | 1957-1978 | Benfica (440)            | Ganador en 1965                 |
| Bandera de Hungría          | Sándor Kocsis    | 1946-1966 | Barcelona (265)          | 8.º en 1956                     |
| Bandera de Alemania         | Gerd Müller      | 1963-1982 | Bayern Munich (612)      | Ganador en 1970                 |
| Bandera de Brasil           | Romário          | 1985-2009 | Vasco da Gama (350)      | No elegible                     |
| Bandera de Brasil           | Ronaldo          | 1993-2011 | Real Madrid (177)        | Ganador en 1997 y 2002          |
| Bandera de los Países Bajos | Marco van Basten | 1981-1995 | Milan (201)              | Ganador en 1988, 1989 y 1992    |
| Bandera de Liberia          | George Weah      | 1987-2001 | Milan (147)              | Ganador en 1995                 |

### Extremos izquierdos
Las nominaciones para los extremos izquierdos se anunciaron el 19 de octubre de 2020.
| Nacionalidad                  | Jugador               | Años      | Club con más apariciones | Mejor Resultado en Balón de Oro          |
| ----------------------------- | --------------------- | --------- | ------------------------ | ---------------------------------------- |
| Bandera de la Unión Soviética | Oleg Blokhin          | 1969-1990 | Dinamo Kiev (585)        | Ganador en 1975                          |
| Bandera de Portugal           | Cristiano Ronaldo     | 2002-     | Real Madrid (438)        | Ganador en 2008, 2013, 2014, 2016 y 2017 |
| Bandera de Yugoslavia         | Dragan Džajić         | 1962-1978 | Red Star Belgrade (615)  | 3.º en 1968                              |
| Bandera de Gales              | Ryan Giggs            | 1991-2014 | Manchester United (963)  | 9.º en 1993                              |
| Bandera de Francia            | Thierry Henry         | 1994-2014 | Arsenal (377)            | 2.º en 2003                              |
| Bandera de Brasil             | Rivaldo               | 1989-2015 | Barcelona (235)          | Ganador en 1999                          |
| Bandera de Brasil             | Rivellino             | 1965-1981 | Corinthians (474)        | No elegible                              |
| Bandera de Brasil             | Ronaldinho            | 1998-2015 | Barcelona (207)          | Ganador en 2005                          |
| Bandera de Alemania           | Karl-Heinz Rummenigge | 1974-1989 | Bayern Munich (422)      | Ganador en 1980 y 1981                   |
| Bandera de Bulgaria           | Hristo Stoichkov      | 1982-2003 | Barcelona (267)          | Ganador en 1994                          |

## Equipos seleccionados

### Primer equipo
| \| Posición de juego \| Nacionalidad \| Jugador \| \| ------------------------ \| ------------ \| ----------------- \| \| Portero \| \| Lev Yashin \| \| Lateral derecho \| \| Cafú \| \| Central \| \| Franz Beckenbauer \| \| Lateral izquierdo \| \| Paolo Maldini \| \| Centrocampista defensivo \| \| Xavi \| \| Centrocampista defensivo \| \| Lothar Matthäus \| \| Centrocampista ofensivo \| \| Diego Maradona \| \| Centrocampista ofensivo \| \| Pelé \| \| Extremo derecho \| \| Lionel Messi \| \| Delantero centro \| \| Ronaldo \| \| Extremo izquierdo \| \| Cristiano Ronaldo \| | Yashin Cafú Beckenbauer Maldini Xavi Matthäus Maradona Pelé Messi Ronaldo Cristiano Ronaldo |                   |
| Posición de juego | Nacionalidad                                                                                | Jugador           |
| Portero | Bandera de la Unión Soviética                                                               | Lev Yashin        |
| Lateral derecho | Bandera de Brasil                                                                           | Cafú              |
| Central | Bandera de Alemania                                                                         | Franz Beckenbauer |
| Lateral izquierdo | Bandera de Italia                                                                           | Paolo Maldini     |
| Centrocampista defensivo | Bandera de España                                                                           | Xavi              |
| Centrocampista defensivo | Bandera de Alemania                                                                         | Lothar Matthäus   |
| Centrocampista ofensivo | Bandera de Argentina                                                                        | Diego Maradona    |
| Centrocampista ofensivo | Bandera de Brasil                                                                           | Pelé              |
| Extremo derecho | Bandera de Argentina                                                                        | Lionel Messi      |
| Delantero centro | Bandera de Brasil                                                                           | Ronaldo           |
| Extremo izquierdo | Bandera de Portugal                                                                         | Cristiano Ronaldo |

### Segundo equipo
| \| Jugando posición \| Nacionalidad \| Jugador \| \| ------------------------ \| ------------ \| ------------------ \| \| Portero \| \| Gianluigi Buffon \| \| Lateral derecho \| \| Carlos Alberto \| \| Central \| \| Franco Baresi \| \| Lateral izquierdo \| \| Roberto Carlos \| \| Centrocampista defensivo \| \| Andrea Pirlo \| \| Centrocampista defensivo \| \| Frank Rijkaard \| \| Centrocampista ofensivo \| \| Alfredo Di Stéfano \| \| Centrocampista ofensivo \| \| Zinedine Zidane \| \| Extremo derecho \| \| Garrincha \| \| Delantero centro \| \| Johan Cruyff \| \| Extremo izquierdo \| \| Ronaldinho \| | Buffon Alberto Baresi R. Carlos Pirlo Rijkaard Di Stéfano Zidane Garrincha Cruyff Ronaldinho |                    |
| Jugando posición | Nacionalidad                                                                                 | Jugador            |
| Portero | Bandera de Italia                                                                            | Gianluigi Buffon   |
| Lateral derecho | Bandera de Brasil                                                                            | Carlos Alberto     |
| Central | Bandera de Italia                                                                            | Franco Baresi      |
| Lateral izquierdo | Bandera de Brasil                                                                            | Roberto Carlos     |
| Centrocampista defensivo | Bandera de Italia                                                                            | Andrea Pirlo       |
| Centrocampista defensivo | Bandera de los Países Bajos                                                                  | Frank Rijkaard     |
| Centrocampista ofensivo | Bandera de Argentina                                                                         | Alfredo Di Stéfano |
| Centrocampista ofensivo | Bandera de Francia                                                                           | Zinedine Zidane    |
| Extremo derecho | Bandera de Brasil                                                                            | Garrincha          |
| Delantero centro | Bandera de los Países Bajos                                                                  | Johan Cruyff       |
| Extremo izquierdo | Bandera de Brasil                                                                            | Ronaldinho         |

### Tercer equipo
| \| Jugando posición \| Nacionalidad \| Jugador \| \| ------------------------ \| ------------ \| ---------------- \| \| Portero \| \| Manuel Neuer \| \| Lateral derecho \| \| Philipp Lahm \| \| Central \| \| Sergio Ramos \| \| Lateral izquierdo \| \| Paul Breitner \| \| Centrocampista defensivo \| \| Johan Neeskens \| \| Centrocampista defensivo \| \| Didí \| \| Centrocampista ofensivo \| \| Michel Platini \| \| Centrocampista ofensivo \| \| Andrés Iniesta \| \| Extremo derecho \| \| George Best \| \| Delantero centro \| \| Marco van Basten \| \| Extremo izquierdo \| \| Thierry Henry \| | Neuer Lahm Ramos Breitner Neeskens Didi Platini Iniesta Best van Basten Henry |                  |
| Jugando posición | Nacionalidad                                                                  | Jugador          |
| Portero | Bandera de Alemania                                                           | Manuel Neuer     |
| Lateral derecho | Bandera de Alemania                                                           | Philipp Lahm     |
| Central | Bandera de España                                                             | Sergio Ramos     |
| Lateral izquierdo | Bandera de Alemania                                                           | Paul Breitner    |
| Centrocampista defensivo | Bandera de los Países Bajos                                                   | Johan Neeskens   |
| Centrocampista defensivo | Bandera de Brasil                                                             | Didí             |
| Centrocampista ofensivo | Bandera de Francia                                                            | Michel Platini   |
| Centrocampista ofensivo | Bandera de España                                                             | Andrés Iniesta   |
| Extremo derecho | Bandera de Inglaterra                                                         | George Best      |
| Delantero centro | Bandera de los Países Bajos                                                   | Marco van Basten |
| Extremo izquierdo | Bandera de Francia                                                            | Thierry Henry    |